# 黃連鰭䲁
黃連鰭䲁（學名：Enchelyurus flavipes），為輻鰭魚綱鳚形目䲁科連鰭䲁屬的一種，分布於西太平洋南海海域，本魚體呈長橢圓形，側扁，間鰓蓋骨之腹後側有突起，向後超過上舌骨之後緣，頭頂無冠膜，鼻孔前無皮瓣，上下唇平滑，每顎約50顆牙，上下顎兩側均有大犬齒，頭部無觸鬚，背鰭和臀鰭與尾鰭完全結合，體色為深褐色至黑色，臀鰭、尾鰭及背鰭後半部為黃色，背鰭硬棘7-8枚、背鰭軟條24-27枚、臀鰭硬棘2枚、臀鰭軟條18-23枚，體長可達7.6公分，棲息在水淺的珊瑚礁，雌魚產附著性卵，雄魚有護卵行為，生活習性不明。